# Castilléjar (kommunhuvudort)
Castilléjar är en kommunhuvudort i Spanien.   Den ligger i provinsen Provincia de Granada och regionen Andalusien, i den södra delen av landet, 300 km söder om huvudstaden Madrid. Castilléjar ligger 769 meter över havet och antalet invånare är 1 600.
Terrängen runt Castilléjar är platt åt sydost, men åt nordväst är den kuperad. Castilléjar ligger nere i en dal. Runt Castilléjar är det glesbefolkat, med 11 invånare per kvadratkilometer. Närmaste större samhälle är Huéscar, 13,6 km nordost om Castilléjar. Trakten runt Castilléjar består till största delen av jordbruksmark.